# Szaraczek sosnowy

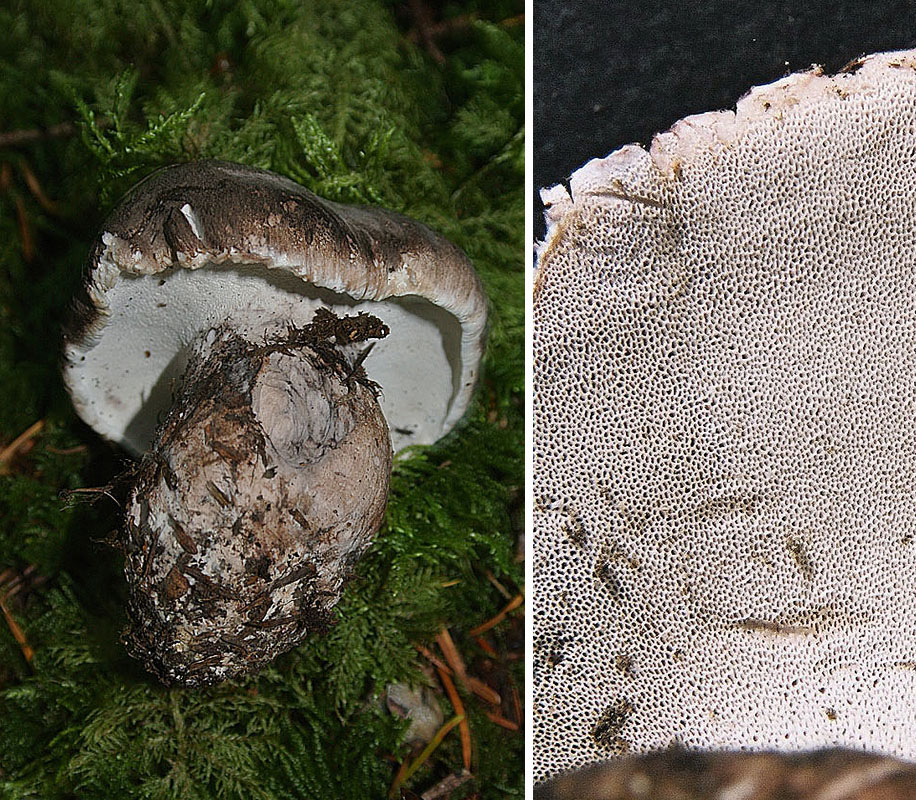

Szaraczek sosnowy (Boletopsis grisea (Peck) Bondartsev & Singer) – gatunek grzybów z rodziny kolcownicowatych (Bankeraceae).

## Systematyka i nazewnictwo
Pozycja w klasyfikacji według Index Fungorum: Boletopsis, Bankeraceae, Thelephorales, Incertae sedis, Agaricomycetes, Agaricomycotina, Basidiomycota, Fungi.
Takson ten w 1874 r. opisał Charles Horton Peck nadając mu nazwę Polyporus griseus. Obecną, uznaną przez Index Fungorum nazwę nadali mu Appollinaris Semenovich Bondartsev i Rolf Singer w 1941 r. Synonimy:
- Polyporus earlei Underw. 1897
- Polyporus griseus Peck 1874
- Polyporus involutus Britzelm. 1896
- Polyporus maximovicii Velen. 1922
- Scutiger griseus (Peck) Murrill 1903

Polską nazwę zaproponował Władysław Wojewoda w 2003 r.

## Morfologia
Kapelusz
O średnicy 5–12 cm, wyjątkowo do 15 cm. Powierzchnia o barwie bladoszarej, oliwkowobrązowej, szabrobrązowej, a nawet prawie czarnej, matowa, gładka, promieniście włóknista, w starszych owocnikach promieniście popękana.
Trzon
Centralny, czasami nieco ekscentryczny, słabo wykształcony i zwykle zagłębiony w podłożu. Ma tę samą co kapelusz, lub jaśniejszą barwę. Przy podstawie czasami występuje pomarańczowa grzybnia.
Hymenofor
Rurkowaty. Rurki o porozrywanych ostrzach, nieco zbiegające na trzon. Pory w młodych owocnikach białe i okrągłe, w starszych nieregularne lub labiryntowate, o barwie od białoszarej do szarobrązowej.

## Występowanie i siedlisko
Opisano występowanie szaraczka sosnowego w Ameryce Północnej i Środkowej, Europie i Azji. W piśmiennictwie naukowym do 2021 r. podano 6 jego stanowisk w Polsce. Bardziej aktualne stanowiska podaje internetowy atlas grzybów. Znajduje się na Czerwonej liście roślin i grzybów Polski. Ma status E – gatunek wymierający, którego przeżycie jest mało prawdopodobne, jeśli nadal będą działać czynniki zagrożenia. Znajduje się na listach gatunków zagrożonych także w Niemczech, Norwegii, Szwecji.
W Polsce latach 1995–2004 gatunek ten podlegał ochronie częściowej, a od roku 2004 podlega ochronie ścisłej bez możliwości zastosowania wyłączeń spod ochrony uzasadnionych względami gospodarki rolnej, leśnej lub rybackiej.
Grzyb naziemny, ektomykoryzowy, żyjący w symbiozie z sosną. Występuje na ubogich glebach w lasach iglastych, zwłaszcza sosnowych.

## Gatunki podobne
Szaraczek świerkowy (Boletopsis grisea) rośnie pod świerkami, ma kapelusz o barwie od brązowordzawej do siwoczarnej i krótkie rurki. Podobny pokrój ma wiele gatunków z rodzaju Bankera (kolcownica), ale mają kolczasty hymenofor. Jest też wiele podobnych gatunków z rodzaju Boletus (borowik), szaraczek sosnowy odróżnia się jednak od nich pokrojem (jest niski i krępy), krótkim trzonem i krótkimi rurkami.